# Наріжжя
Нарі́жжя — село в Україні, в Оболонській сільській громади Кременчуцького району Полтавської області. Населення становить 469 осіб. Орган місцевого самоврядування — Наріжанської сільської ради.

## Географія
Село Наріжжя знаходиться на лівому березі річки Сула, на відстані 40 км від райцентру. Вище за течією на відстані 5 км розташоване село Матвіївка, нижче за течією на відстані 1,5 км розташоване село Старий Калкаїв, на протилежному березі — село Плехів (Оржицький район). Річка в цьому місці звивиста, утворює лимани, стариці та заболочені озера.

## Історія
Першими поселенцями були вихідці з с. Калкаєва, заснованого на острові, у заплаві річки Сули. Заселення нової слобідки Наріжжя відбулось при лубенському полковникові Дмитру Зеленському на початку XVIII ст.
Наріжжя виникло на землях, що у вигляді рогу заходили в болото. Звідси і назва — Наріжжя — на розі.
У 1720-х рр. належало до Лукомської сотні Лубенського полку і складалося з близько 20 дворів.
1781 входило до Горошинської сотні Лубенського полку. 55 хат. За даними 1787 Наріжжя — козацьке село, 233 жителя чоловічої статі.
За ревізією 1859—179 дворів, 1004 жителя. 1863—177 дворів, 1005 жителів, дерев'яна церква. За переписом 1885 в селі 183 двори козаків, 2 — державних селян, 3 — казенних селян, 3 — міщан, 1154 жителя. 1900 в селі — 196 дворів, 1198 жителів, проводилося 3 ярмарки на рік, церковнопарафіяльна школа. Козацьких господарств було 175, селян-власників — 6, інших привілейованих і непривілейованих — 15. За даними третього земського перепису 1910 у селі Горошинської волості було 183 господарства, 1142 жителя, з них 187 — письменних.
З 1917 — у складі УНР. З 1920-тих стабільний комуністичний режим. Наприкінці 1929 влада вдалася до систематичного терору проти незалежних господарників, яких силували до рабської праці у новостворених колгоспах. 1932 комуністи почали терор голодом, жертвами якого стали переважно старші люди та діти. Голод підтримувався владою до 1934 року включно. Але не припинялися й інші форми терору проти селян. Зокрема, переслідували православних християн. Серед них — старосту церкви Дяченка Миколу Зіновійовича, 1888 р., українця. З 1930 по 1936 він був староста православної громади. На момент арешту — член місцевого колгоспу. Заарештований 15 грудня 1937. Утримувався у в'язниці у Кременчуку. Засуджений Особливою трійкою УНКВД по Полтавській області 27 грудня 1937 за ст.54-10 ч. І КК УРСР, убитий у тюрмі, майно розграбували комуністи. Реабілітований Полтавською обласною прокуратурою 27 червня 1989.
Уродженець села Євген Верховський був удостоєний звання Героя Радянського Союзу за відважність під час Великої Вітчизняної війни у боротьбі проти фашизму. Народився Євген Федорович  27 листопада 1915 року в селі Наріжжя Семенівського району Полтавської області в селянській родині. Українець. Член КПРС з 1943 року. Рано осиротівши, виховувався в дитбудинку. У 1931 році закінчив автомобільний технікум. Працював автомеханіком Гомельського спиртотресту. З перших днів Великої Вітчизняної війни був шофером армійського госпіталю. У листопаді 1941 року потрапив у полон. Після втечі з полону Верховський організував партизанську групу, яка зайнялася диверсіями на шосейних дорогах Гомель-Брянськ і Гомель-Бахмач. Незабаром диверсійна група Верховського влилася в Чернігівський обласний партизанський загін під командуванням О. Ф. Федорова, який навесні 1942 року реорганізувався в українське партизанське з'єднання. Особисто керував диверсіями на залізницях та шосейних дорогах, знищив 5 автомашин і до 50 гітлерівців. Указом Президії Верховної Ради СРСР від 2 травня 1945 року за зразкове виконання завдань командування в боротьбі проти німецько-фашистських загарбників у тилу противника і проявлені при цьому відвагу і героїзм Євгену Федоровичу Верховському було присвоєно звання Героя Радянського Союзу з врученням ордена Леніна і медалі «Золота Зірка». Після війни лейтенант Є. Ф. Верховський звільнився в запас. Працював директором цукрового заводу в селищі Салькове Гайворонського району Кіровоградської області. Нагороджений орденами Леніна, Червоного Прапора, Вітчизняної війни 1-го ступеня, Червоної Зірки, «Знак Пошани», медалями.
Та не  тільки бойовими подвигами прославився Євген Федорович. Після війни Є. Ф. Верховський повернувся в рідний район. Працював заступником директора Веселоподільського цукрового комбінату. З 1951 року — директор Сальківського цукрового заводу Гайворонського району Кіровоградської області. Його трудові успіхи відмічені двома орденами «Знак Пошани».
Зразковий сім'янин, мудрий керівник, небайдужий житель села — брав активну участь у громадському житті селища, був депутатом Верховної ради Української РСР. За його безпосередньої участі був збудований Будинок культури, розбудований радгосп, підсобне господарство, посаджений сад і виноградник та багато іншого.
Керуючи цукровим заводом, залишався рівним із усіма робочими;  жодного разу навіть грудочки цукру не виніс із заводу, що за теперішніми мірками, коли кожен директор дозволяє собі усе, здається дивним і неправдивим.
Помер Верховський Євген Федорович 21 жовтня 1986 року. У похоронній процесії йшла велика кількість односельчан. Приїхали однополчани, родина отримала більше 50-ти телеграм із співчуттями. Учні Сальківської школи утворили довгий коридор з квітів. Кращі учні несли на шовкових подушечках ордени і медалі.
Кожного року 9 травня покладаються квіти до могили  Верховського Євгена  Федоровича, бо пам'ять про таких людей як він живе доти, доки живі люди, що його пам'ятають. Рішенням виконкому  та депутатського корпусу Сальківської селищної ради у 1987 році  одну з найбільших вулиць селища Театральну було перейменовано на вулицю імені Верховського Євгена Федоровича.

## Населення

### Мова
Розподіл населення за рідною мовою за даними перепису 2001 року:
| Мова       | Кількість | Відсоток |
| ---------- | --------- | -------- |
| українська | 459       | 97.87%   |
| російська  | 9         | 1.92%    |
| білоруська | 1         | 0.21%    |
| Усього     | 469       | 100%     |

## Економіка
- ПП «Наріжжя».
- Оздоровчий табір «Світанок».

## Об'єкти соціальної сфери
- Школа І-ІІ ст.